# 德什勒 (內布拉斯加州)
德什勒（英語：Deshler）是位於美國內布拉斯加州塞耶縣的城市。

## 人口
根據2020年美國人口普查的數據，德什勒的面積為1.31平方千米，皆為陸地。當地共有人口739人，而人口密度為每平方千米564人。